# Brestské Polesí

Brestské Polesí (zeleně) na geografické mapě Běloruska

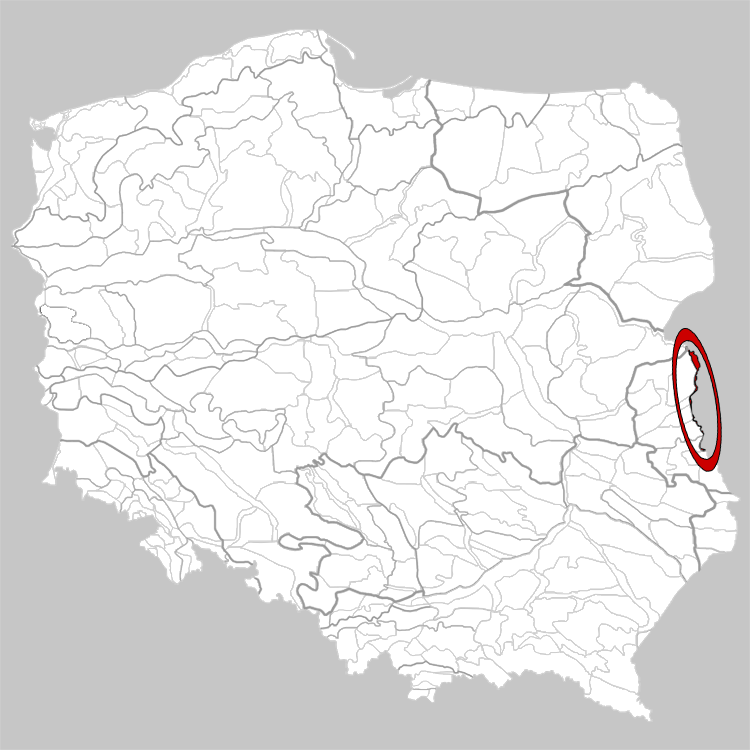
Brestské Polesí (červeně) na geomorfologické mapě Polska

Brestské Polesí (bělorusky Брэсцкае Палессе) nebo také Běrascejské Polesí (bělorusky Берасьцейскае Палесьсе) je fyzicko-geografický rajón Běloruského Polesí v jihozápadní části Brestské oblasti. Rozkládá se mezi rovinou Zaharoddzje na východě a řekou Západní Bug na západě, hraničí na severu s Prybužanskou rovinou a na jihu s Volyňskou vysočinou.

## Reliéf
Reliéf se zformoval pod vlivem ledovců a jejich táním a také pod vlivem tektonických procesů. Průměrná nadmořská výška se pohybuje mezi 140 a 160 metry nad mořem. Minimální nadmořská výška (123 m n. m.) leží u břehu řeky Západní Bug.

## Půdy
Půdy jsou rašelinité (velké plochy podél Dněpersko-bugského kanálu), drnově podzolové, zřídka karbonátově humusové, v říčních údolích aluviální (nivní). V Brestském Polesí je méně bažin než v Pripjaťském Polesí.

## Hydrografie
Největší řekou je Západní Bug se svým přítokem Muchavec. Mezi pravé přítoky Západního Bugu se řadí Spanoŭka, Kapajeŭka, Sjeradovaja Rečka. Levými přítoky Muchavce jsou řeky Ryta a Asipoŭka. Nachází se zde kanály jako je Dněpersko-bugský kanál (jeho západní část), Bělaazjorský, Arechaŭský a další. Mezi velká jezera na jeho území patří Arechaŭské, Oltušské, Ljubaň, Bělaje, Rahazňanské jezero či přehrada Lukaŭskaje.

## Vegetace
Vegetace pokrývá od 30 do 40 % území Brestského Polesí. Zalesněnost v centrální části Brestského Polesí dosahuje 10-20 %, na jihu až o 40 %. Běžné jsou borovicové, listnaté borové lesy, na jihu se nacházejí malé oblasti dubových a habrových lesů. Ve východní části Brestského Polesí se rozkládá Radostaŭská botanická rezervace.